# وصمة العار الاجتماعية للبدانة
سبّبت وصمة العار الاجتماعية للبدانة أو التحيز ضد السمنة تأثيرات نفسية واجتماعية سلبية وتسببت في الإحباط لدى الأشخاص الذين يعانون من السمنة المفرطة والبدانة. الوصمة المرتبطة بالوزن مشابهة لذلك وقد تم تعريفها بشكل عام على أنها تحيز أو سلوك تمييزي ضد بعض الأفراد بسبب وزنهم. يمكن أن تؤثر هذه التحيزات الاجتماعية على حياة المرء بالكامل طالما أن الوزن الزائد موجود بدءًا من سن مبكرة وحتى البلوغ. تشير العديد من الدراسات من جميع أنحاء العالم (مثل الولايات المتحدة وجامعة ماربورغ وجامعة لايبزيغ) إلى أن الأشخاص الذين يعانون من زيادة الوزن والسمنة يعانون من مستويات أعلى من وصمة العار المجتمعية مقارنة بالناس الأقل بدانة. بالإضافة إلى ذلك تكون نسب زواجهم أقل في أغلب الأحيان، وتقل فرصهم بالتعليم والعمل، ويحصلون في المتوسط على دخل أقل من الأشخاص ذوي الوزن الطبيعي. على الرغم من أن الدعم العام المتعلق بخدمات الإعاقة والحقوق المدنية وقوانين التمييز ضد الأشخاص الذين يعانون من البدانة قد حصل على دعم كبير خلال السنين السابقة إلا أن الأفراد الذين يعانون من زيادة الوزن والسمنة لا يزالون يعانون من التمييز الذي قد يكون له آثار ضارة على الصحة النفسية والجسدية. تتفاقم هذه الآثار بسبب النتائج النفسية السلبية الكبيرة المرتبطة بالبدانة.

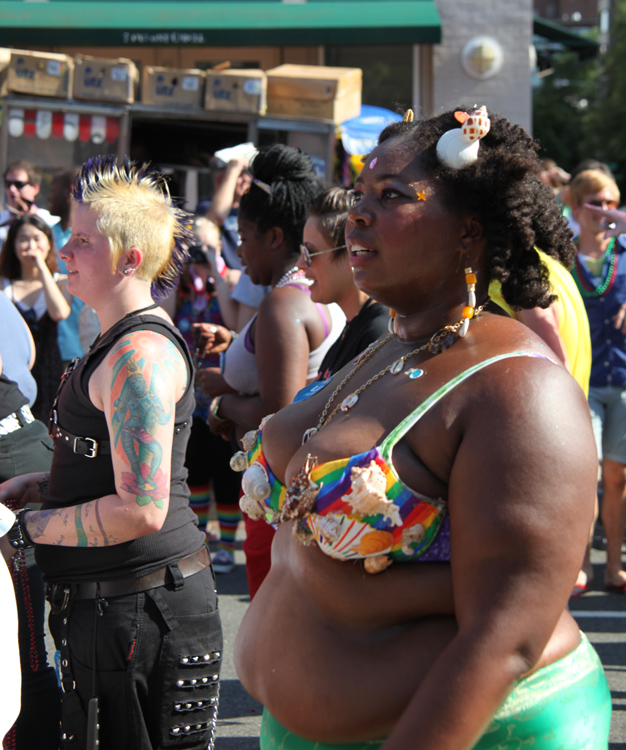

يشير التحيز ضد البدانة إلى الافتراض المسبق لخصائص الشخصية المبني على تقييم الشخص بأنه يعاني من زيادة الوزن أو السمنة. والمعروف أيضًا باسم (عار الدهون). يقول الناشطون المدافعون عن البدانة أنه يمكننا رؤية التحيز ضد البدانة في العديد من جوانب المجتمع، ويلوم البعض منهم وسائل الإعلام على انتشار هذه الظاهرة.

## الانتشار
تشير الأبحاث إلى أن حالات الإبلاغ الذاتية القائمة على التمييز حسب الوزن قد زادت في العقود القليلة الماضية. إنَّ الأفراد الذين يتعرضون لوصمة العار المرتبطة بالوزن يصنفون بسلبية أكبر عند مقارنتهم بالمجموعات الأخرى مثل الأقليات الجنسية والاشخاص الذين يعانون من مرض عقلي.
وقد لوحظ التحيز ضد البدانة بشكل كبير في مجموعات الاشخاص الذين يأملون أن يصبحوا مدربين تربية بدنية. تم إجراء مقارنة في إحدى الدراسات بين مجموعة من 344 متخصص غي علم النفس أو في التربية البدنية في جامعة نيوزيلندية، وتبين أن مدربي التربية البدنية أظهروا مواقفًا تعارض البدانة بشكل واضح أكثر من المتخصصين في علم النفس.
وقد وجدت عدة دراسات أن المسؤولين عن الرعاية الصحية في كثير من الأحيان لديهم تحيزات صريحة أو ضمنية ضد الأشخاص ذوي الوزن الزائد، وقد تبين أنَّ المرضى الذين يعانون من زيادة الوزن قد يتلقون رعاية أقل بسبب وزنهم الزائد. وقد وُجد أن المتخصصين في المجال الطبي في علاج السمنة لديهم نزعات سلبية كبيرة تجاه الأفراد الذين يعانون من السمنة المفرطة.
وفي إحدى الدراسات ذكر الأطفال في سن صغير قبل دخول المدرسة أنهم يفضلون الأطفال متوسطي الحجم على الأطفال البدينين كأصدقاء. وكنتيجة طبيعية للتحيز ضد البدانة غالبًا ما يجد الأشخاص الذين يعانون من زيادة الوزن أنفسهم يتعرضون لكثير من الآثار السلبية في العديد من جوانب المجتمع بما في ذلك القضايا القانونية والعمل حتى مرحلة متأخرة من حياتهم. كما يجد الأفراد الذين يعانون من زيادة الوزن أنفسهم يواجهون الكثير من المشاكل الناتجة عن زيادة الوزن مثل انخفاض معدل العمر ومشاكل المفاصل وضيق التنفس.
ووفقًا لمراجعة عامة للدراسات التي نُشرت في عام 2010 فإن التدخلات التي تسعى للحد من التحيز ووصمة العار الاجتماعية ضد البدانة والسمنة غير فعالة نهائيًا.

## سمات وصمة العار المرتبطة بالوزن
يمكن وصف وصمة العار المرتبطة بالوزن في النواحي التالية:
1. لا يحتاج الفرد لأن يكون ذو وزن زائد أو بدين حتى يتعرض لوصمة العار المرتبطة بالوزن.[9]
2. تشير الدراسات إلى أنَّ التعرض لوصمة البدانة قد يؤدي إلى استمرار السلوكيات المرتبطة بها. ويشير ذلك إلى أن التعرض للوصمة المرتبطة بالوزن قد يؤدي إلى تفاقم النتائج الناجمة عن ذلك.[10]
3. كثير من المجموعات التي تتعرض للتمييز تميل إلى أن تكون من الأقليات. على الرغم من أن الأشخاص الذين يعانون من زيادة الوزن والسمنة يشكلون غالبية السكان في الولايات المتحدة وفي أجزاء أخرى من العالم.[11]
4. يميل الأفراد الذين يعانون من زيادة الوزن أو السمنة إلى عدم التواجد في مجموعات خاصة بهم ويفضلون التواجد مع الاشخاص غير البدينين.

## التفسيرات النظرية لوصمة العار المرتبطة بالوزن
من أجل فهم المواقف المعتمدة على الوزن تم طرح نظريات لشرح التمييز. ناقش كريستيان كراندال موضوع (تبرير التمييز). واعتمد في وجهة نظره الاجتماعية على القيم التقليدية في أمريكا الشمالية مثل حق تقرير المصير والاستقلالية والانضباط الذاتي. واستنادًا إلى هذه القيم تستمد الأفكار المضادة للتحيز موقفها في إبعاد اللوم عن الأفراد الذين يعانون من زيادة الوزن. وأيضًا تشير نظرية العزو إلى أنَّ المواقف تجاه الأشخاص البدينين تعتمد على مقدار السيطرة التي يمتلكونها على وزنهم. أظهرت العديد من الدراسات في المجالات الأدبية دعمًا لهذه النظرية. أجرت إحدى الدراسات فحصًا للتحيز ضد الوزن الزائد على جنسيات متعددة في أربعة بلدان (كندا والولايات المتحدة وأيسلندا وأستراليا) ضمن معدلات بدانة متماثلة. ووجدت الدراسة ارتباط الأسباب السلوكية للسمنة بمزيد من التحيز ضد الوزن الزائد. وبالإضافة إلى ذلك كان هؤلاء الأفراد أكثر عرضة لزيادة الوزن بسبب عدم امتلاكهم قوة الإرادة. وبشكل عام ينخفض التحيز ضد الوزن الزائد عندما يكون بسبب عوامل خارج نطاق تحكم الفرد، أو عندما ينظر إلى هؤلاء الافراد على أنهم يحاولون إنقاص وزنهم.

## النتائج الصحية المرتبطة بالتحيز ضد الوزن الزائد
إنَّ الأفراد الذين يعانون من التمييز حسب الوزن في سن البلوغ أكثر عرضة لتصنيف نفسهم من ضمن الذين يعانون من الوزن الزائد بغض النظر عن وزنهم الفعلي. يمكن أن تشكل وصمة البدانة حافزًا لتجنب زيادة الوزن، وعلى الرغم من أنها قد تحفز الشخص على الهروب من التحيز ضد الوزن الزائد من خلال فقدان الوزن فهي تقوض قدرة الشخص على القيام بذلك. ربط الباحثون وصمة الوزن الزائد بانخفاض النشاط البدني وانخفاض الاهتمام بالصحة وزيادة في أنماط الأكل المؤذية مثل الإفراط في تناول الطعام. وأظهر الذين عانوا من التحيز ضد الوزن الزائد تغيرًا في نشاط القلب والأوعية الدموية وزيادة مستوى الكورتيزول والالتهاب.
يعتبر الأشخاص الذين يشعرون بالخجل من البدانة أقل احتمالًا لطلب الرعاية الطبية أو محاولة فقدان الوزن حتى لو كان سبب زيادة الوزن هو المشاكل الطبية. وتشمل القضايا الطبية الشائعة التي تسبب زيادة الوزن مرض السكري من النوع الثاني ومتلازمة تكيس المبايض وقصور الغدة الدرقية والآثار الجانبية لبعض الأدوية.
وجد الباحثون فيما يتعلق بالصحة النفسية أنَّ الأفراد البدينين أظهروا إحساسًا أقل بالرفاهية مقارنة بالأفراد غير البدينين إذا تعرضوا للتحيز ضد الوزن الزائد حتى بعد السيطرة على العوامل الأخرى مثل السن والجنس. يعاني الأشخاص ذوو الوزن الزائد من وصمة عار داخلية أيضًا مثل عدم الرضا عن جسدهم وكذلك انخفاض الدعم الاجتماعي ومشاعر الوحدة. وعلى غرار نتائج زيادة الوزن في مرحلة المراهقة يرتبط ارتفاع الوزن عند البلوغ بتدني احترام الذات وارتفاع معدلات الاكتئاب والقلق وتعاطي المخدرات.

## السياسات
اعتبر العديد من الباحثون خلال العقود القليلة الماضية وصمة العار على أنها شكل ذو أثر مستمر من الوصمة الاجتماعية وواحدة من آخر أشكال التعصب المقبولة اجتماعيًا. وكنتيجة لذلك لا يزال الاشخاص المعرضون للتحيز بسبب زيادة الوزن والسمنة يواجهون تمييزًا مقبولًا في المجتمع. تحظر تشريعات الحقوق المدنية التمييز على أساس العرق وعدة حالات أخرى ولكن الوزن غير مدرج في هذا القانون. توجد على المستوى المحلي ولاية واحدة فقط في الولايات المتحدة (ميشيغان) لديها سياسة فعّالة من أجل حظر التمييز الوظيفي على أساس الوزن وهنالك عدد قليل جدًا من البلديات المحلية لديها قوانين حقوق الإنسان تحمي الأفراد من التمييز حسب ضخامة الجسد. إنَّ القانون الوحيد الذي يمكن لأصحاب الوزن الزائد الاستشهاد به في الدعاوى القضائية يتعلق بالإعاقة. على سبيل المثال: قانون الأمريكيين ذوي الإعاقة هو أحد هذه الطرق، ولكن من الصعب على العديد من الأفراد الذين يعانون من البدانة أن يُعتبروا معوقين وفقًا للمعايير المدرجة في هذا النظام الأساسي.